# Tadeusz Stanisław Grabowski
Tadeusz Stanisław Grabowski, ps. „Tangeus”, T. Barg, Ziemowit Buława, Władysław Dobromilski, Stanko Karadżow, Tau-Gama (ur. 15 stycznia 1881 w Dobromilu, zm. 22 stycznia 1975 w Krakowie) – polski działacz niepodległościowy, dyplomata, historyk literatury słowiańskiej, profesor Uniwersytetu Jagiellońskiego i Wrocławskiego.

## Życiorys
Był synem Władysława (adwokata) i Katarzyny Adeli z Hauserów; uczęszczał do gimnazjum humanistycznego w Jarosławiu (do 1901), następnie studiował na uniwersytetach w Krakowie, Pradze, Zagrzebiu i Wiedniu (1903–1907). Uzupełniał studia na uniwersytetach w Belgradzie, Sofii, Petersburgu, Moskwie, Kazaniu i Kijowie (1907–1908). Wśród jego wykładowców byli m.in. Tomasz Garrigue Masaryk, Jan Łoś, Wiktor Czermak, Jan Michał Rozwadowski. W 1910 obronił na uniwersytecie w Wiedniu doktorat na podstawie pracy Silvije Kranjčevic und seine Dichtung. W latach 1908–1915 był lektorem języków słowiańskich na Uniwersytecie Jagiellońskim, a 1910–1918 uczył języków rosyjskiego i polskiego w II gimnazjum w Krakowie.
W kolejnych latach był zaangażowany w działalność polityczną i dyplomatyczną. Pracował m.in. jako referent prasy słowiańskiej w Departamencie Wojskowym Naczelnego Komitetu Narodowego (1915–1916), w 1916 organizował polskie biuro prasowe w Konstantynopolu. 1 kwietnia 1917 został mianowany chorążym kancelaryjnym.
W latach 1916–1918 był delegatem Departamentu Stanu Królestwa Polskiego w Sofii, a w latach 1918–1925 ministrem pełnomocnym i posłem nadzwyczajnym w Sofii. Po powrocie do Polski wiosną 1925 objął stanowisko szefa Wydziału Prasowego w MSZ. Następnie kierował Wydziałem Nauki Ministerstwa Spraw Zagranicznych (1925–1927); ze względu na zaangażowanie publiczne nie przyjął Katedry Literatur Słowiańskich na UJ. W 1927 wyjechał ponownie na placówkę dyplomatyczną – został ministrem pełnomocnym i posłem nadzwyczajnym w Rio de Janeiro; w 1938 odszedł z dyplomacji po konflikcie z ministrem spraw zagranicznych Józefem Beckiem. Przez pewien czas prowadził wykłady z historii kultury narodów słowiańskich na uniwersytecie w Rio de Janeiro (1935–1936). W 1939 był dyrektorem Polskiego Instytutu Współpracy z Zagranicą w Warszawie.
W czasie okupacji niemieckiej uczestniczył w tajnym nauczaniu w Krakowie i Warszawie, zarówno na poziomie licealnym, jak i akademickim (na tajnym Uniwersytecie Warszawskim). Po wojnie został profesorem nadzwyczajnym (1945) i zwyczajnym (1946) Uniwersytetu Jagiellońskiego oraz kierownikiem Katedry Nowszych Literatur Słowiańskich (do 1955); w latach 1955–1960 pozostawał pracownikiem naukowym Katedry Filologii Słowiańskiej. Był również związany z Uniwersytetem Wrocławskim (1946–1947 pracownik naukowy Katedry Filologii Słowiańskiej) i Uniwersytetem Warszawskim (1951–1953 wykładowca). Prowadził wykłady z historii współczesnych literatur bułgarskiej, czeskiej i serbsko-chorwackiej, zaangażowany w prace oraz przewodniczący Komitetu Słowiańskiego w Polsce.
Od 1936 był członkiem korespondentem Towarzystwa Naukowego Warszawskiego; w latach 1961–1963 przewodniczył Komisji Słowianoznawstwa Oddziału PAN w Krakowie. Brał również udział w pracach m.in. Towarzystwa Słowiańskiego w Sofii, Towarzystwa Przyjaźni Polsko-Czesko-Słowackiej, Towarzystwa Polsko-Łużyckiego, Towarzystwa Polsko-Bułgarskiego, Polskiego Towarzystwa Filologicznego, Polskiego Towarzystwa Historycznego, Polskiego Towarzystwa Ludoznawczego.
W badaniach naukowych zajmował się historią literatur południowosłowiańskich, historią literatury i kultury łużyckiej. Przedstawił szerokie uzasadnienie związków kulturowych i ideowych, łączących narody polski i bułgarski; przyczynił się do wydania przekładów wielu dzieł literatury polskiej na język bułgarski, dokonanych przez Dorę Gabe. Analizował twórczość Zygmunta Krasińskiego na tle literatur słowiańskich, badał także wykłady Mickiewicza w Paryżu, poświęcone kulturze i literaturze Słowian południowych, wschodnich i zachodnich. Interesował się współczesną literaturą chorwacką, łużycką i słowacką. Badał sprawę grobu Władysława Warneńczyka. Opracował dla potrzeb edytorskich nieznane wcześniej Pamiętniki Władysława Gawrońskiego (członka Oddziału Kozaków Sułtańskich Michała Czajkowskiego – Sadyka Paszy). Badał związki wybitnego slawisty i językoznawcy łużyckiego Karola Muki z krakowską Akademią Umiejętności. Współpracował z czasopismami „Świat Słowiański” (1905–1914) oraz „Pamiętnik Słowiański” (1949–1952). W młodości nawiązał przyjaźń ze znanym pisarzem Ivo Andriciem.
Został pochowany na cmentarzu Rakowickim w Krakowie (kwatera XIXA-zach).

## Ordery i odznaczenia
- Złoty Krzyż Zasługi – 7 stycznia 1938 „za zasługi w służbie państwowej”[7][8]
- Medal Niepodległości – 29 grudnia 1933 „za pracę w dziele odzyskania niepodległości”[9][10][11]
- Medal Dziesięciolecia Odzyskanej Niepodległości
- Krzyż Wielki Orderu Zasługi Cywilnej (Bułgaria, 1932)[12]
- Krzyż Wielki Order Świętego Sawy (Jugosławia)
- Krzyż Wielki Order Krzyża Południa (Brazylia, 1938)[13]
- Wielki Oficer Order Krzyża Południa (Brazylia, 1934)[14][15]
- Wielki Oficer Order Gwiazdy Rumunii (Rumunia, 1932)[16]
- Wielki Oficer Order Lwa Białego (Czechosłowacja)[17]
- Order Cyryla i Metodego III klasy (Bułgaria, 1963)[8]
- Krzyż Oficerski Orderu Legii Honorowej (Francja)[12]

## Publikacje
- Współczesna Chorwacja (1905–1908, 2 tomy)
- Anton Ażkerc, poeta słoweński (1906)
- Liryka Mihovila Nikolića (1906)
- Orzeszkowa (1906)
- Lucjan Siemieński jako krytyk i historyk literatury (1907)
- Najnowsza historia literatur południowo-słowiańskich (1909)
- S. S. Bobczew (1910)
- Romantyzm polski wśród Słowian (1910)
- Ślady wpływów Schopenhauera i Hartmanna na poezję S. Kranjčevica (1910)
- Silvije Kranjčevic und seine Dichtung (1911)
- Sprawa szczątków grobu Warneńczyka (1911)
- Komisariat królewski Chorwacji (1912)
- Dzieło rosyjskie o Skardze (1913)
- Zygmunt Krasiński w literaturach słowiańskich (1914)
- Balgari i Poljaci (1916)
- Polska a Słowiańszczyzna. Historyczny rzut oka na polskie słowianofilstwo (1927)
- Łużyczanie, ich walka, klęski i... triumf (1947)
- Kultura i literatura Łużyczan (1948)
- Z badań nad macedońską twórczością ludową (1960)
- Józef Dobrowski, twórca slawistyki naukowej (1963)
- Ivo conte Vojnović i in.